# Creinch
Creinch är en obebodd ö i Loch Lomond i West Dunbartonshire, Skottland. Ön är belägen 3 km från Balmaha.